# Herihor
Herihor was een hogepriester van Amon-Ra in Thebe, tijdens de 20e en de 21e dynastie van de Egyptische oudheid. 

## Biografie
Herihor was een Egyptische legerofficier en hogepriester van Amon tijdens de regering van Ramses XI. Hij stamde vermoedelijk af uit een Libisch gezin en was getrouwd met Nodjmet.
In het leger doorliep Herihor de rangen tot hij een belangrijke positie verkreeg. Hierna nam hij titel na titel aan (waaronder die van vizier en hogepriester van Amon) tot hij zichzelf openlijk tot heerser van Thebe uitriep. Hij bleef echter de farao Ramses XI erkennen als echte farao van Egypte en zijn macht beperkte zich theoretisch tot Thebe maar door de onstabiele, politieke situatie had hij feitelijk evenveel macht als Ramses.
Na de dood van Ramses XI verkreeg Herihor de werkelijke macht over Opper-Egypte, Neder-Egypte werd door de 21e-dynastische opvolgers van Ramses geregeerd vanuit Tanis. Deze koningslijnen waren echter vaak door huwelijken enz. van dezelfde familie (Psammetichus I van Tanis was bijvoorbeeld een achterkleinzoon van Herihor).
Na zijn dood werd hij als hogepriester opgevolgd door zijn schoonzoon Pianki.
Uit de regering van Herihor (als men dat zo mag noemen) stamt het verslag van Wenamoen, een Egyptische hoogwaardigheidsbekleder die wordt uitgestuurd om een lading hout in Byblos te halen.